# 1. česká futsalová liga 1999/2000
V soubojích 8. ročníku 1. české futsalové ligy 1999/00 se utkalo v základní části poprvé v historii soutěže 14 týmů dvoukolovým systémem podzim - jaro (v minulém ročníku bylo v soutěži 16 týmů). Do vyřazovací části postoupilo prvních osm týmů v tabulce. Nováčky soutěže se staly týmy SK Alfa Liberec (vítěz 2. ligy – sk. Západ) a FC Gillotina Choceň (vítěz 2. ligy – sk. Východ). Vítězem základní části soutěže se stal tým SK Cigi Caga Jistebník. Sestupujícími se staly týmy Dino Brno a odstoupivší TK Rumpál Prachatice. Vítězem soutěže se stal tým FC Total Slavík Bakov nad Jizerou, který ve finále porazil tým 1. FC Nejzbach Vysoké Mýto 2:1 na zápasy.

## Kluby podle krajů
- Praha (2): Bohemians/Damned Praha, FK Viktoria Žižkov
- Středočeský (1): FC Total Slavík Bakov nad Jizerou
- Jihočeský (1): TK Rumpál Prachatice
- Liberecký (1): SK Alfa Liberec
- Pardubický (2): FC Gillotina Choceň, 1. FC Nejzbach Vysoké Mýto
- Vysočina (1): FC Pramen Havlíčkův Brod
- Jihomoravský (2): Dino Brno, Helas Brno
- Moravskoslezský (4): Slovan Havířov, SK Cigi Caga Jistebník, Prostor DZ Ostrava, FC Mikeska Ostrava

## Základní část
Zdroj: 
| Poř. | Tým                               | Z  | V  | R | P  | VG  | OG  | B  |
| ---- | --------------------------------- | -- | -- | - | -- | --- | --- | -- |
| 1.   | SK Cigi Caga Jistebník            | 26 | 21 | 2 | 3  | 135 | 68  | 65 |
| 2.   | FC Pramen Havlíčkův Brod          | 26 | 18 | 1 | 7  | 153 | 110 | 55 |
| 3.   | FC Mikeska Ostrava                | 26 | 17 | 2 | 7  | 138 | 89  | 53 |
| 4.   | Prostor DZ Ostrava                | 26 | 16 | 2 | 8  | 127 | 91  | 50 |
| 5.   | FC Total Slavík Bakov nad Jizerou | 26 | 15 | 4 | 7  | 140 | 94  | 49 |
| 6.   | 1. FC Nejzbach Vysoké Mýto        | 26 | 14 | 4 | 8  | 142 | 106 | 46 |
| 7.   | Helas Brno                        | 26 | 14 | 3 | 9  | 138 | 110 | 45 |
| 8.   | FK Viktoria Žižkov                | 26 | 11 | 5 | 10 | 122 | 113 | 38 |
| 9.   | SK Alfa Liberec                   | 26 | 12 | 1 | 13 | 121 | 115 | 37 |
| 10.  | Slovan Havířov                    | 26 | 10 | 1 | 15 | 95  | 125 | 31 |
| 11.  | Bohemians/Damned Praha            | 26 | 9  | 3 | 14 | 103 | 119 | 30 |
| 12.  | FC Gillotina Choceň               | 26 | 5  | 3 | 18 | 90  | 135 | 18 |
| 13.  | Dino Brno                         | 26 | 4  | 1 | 21 | 86  | 195 | 13 |
| 14.  | TK Rumpál Prachatice              | 26 | 0  | 0 | 26 | 0   | 130 | 0  |

Poznámky
- Mužstvo TK Rumpál Prachatice se odhlásilo v průběhu soutěže, jeho výsledky byly kontumovány ve prospěch soupeře.
- Z = Odehrané zápasy; V = Vítězství; R = Remízy; P = Prohry; VG = Vstřelené góly; OG = Obdržené góly; B = Body

|  | Postup do vyřazovací části soutěže  |
|  | Sestup do příslušné skupiny 2. ligy |

## Vyřazovací část

### Čtvrtfinále
Zdroj: 
| Tým A                    | Výsledek série | Tým B                      | Výsledky jednotlivých zápasů |
| ------------------------ | -------------- | -------------------------- | ---------------------------- |
| SK Cigi Caga Jistebník   | 2:0            | FK Viktoria Žižkov         | 5:2, 3:0                     |
| FC Pramen Havlíčkův Brod | 0:2            | Helas Brno                 | 2:6, 4:7                     |
| FC Mikeska Ostrava       | 1:2            | 1. FC Nejzbach Vysoké Mýto | 2:12, 4:2, 2:5               |
| Prostor DZ Ostrava       | 0:2            | FC TS Bakov nad Jizerou    | 3:10, 1:6                    |

### Semifinále
Zdroj: 
| Tým A                      | Výsledek série | Tým B                   | Výsledky jednotlivých zápasů |
| -------------------------- | -------------- | ----------------------- | ---------------------------- |
| SK Cigi Caga Jistebník     | 1:2            | FC TS Bakov nad Jizerou | 1:4, 4:0, 1:1pp (1:3pk)      |
| 1. FC Nejzbach Vysoké Mýto | 2:1            | Helas Brno              | 3:4, 6:2, 6:3                |

### Finále
Zdroj: 
| Tým A                   | Výsledek série | Tým B                      | Výsledky jednotlivých zápasů |
| ----------------------- | -------------- | -------------------------- | ---------------------------- |
| FC TS Bakov nad Jizerou | 1:2            | 1. FC Nejzbach Vysoké Mýto | 3:3pp (4:5pk), 5:2, 5:2      |

## Vítěz
| 1. celostátní liga 1999/00 FC Total Slavík Bakov nad Jizerou (1. titul) |